# میشل بوسی
میشل بوسی (به فرانسوی: Michel Bussi)زاده 29 آوریل 1965 در لوریه (از توابع شهرستان اور)، نویسنده رمان‌های دلهره‌آور (ژانر) قرن بیست و یکم فرانسه است

## زندگی‌نامه
میشل بوسی حرفهٔ نویسندگی را در دههٔ نود میلادی آغاز کرد. او اولین رمان خود را هنگامی نوشت که در دانشگاه روان (فرانسه) به عنوان مدرس جغرافی مشغول به کار شد. با اینکه این رمان مورد اقبال قرار نگرفت، او مأیوس نشد و چند سال بعد با الهام از سبک دن براون و موریس لوبلان آثار جدیدی را خلق کرد که برایش موفقیت‌آمیز بود. در 2008 رمان مرگ بر روی رود سِن (Mourir sur Seine)، در 2001 رمان «نیلوفرهای آبی» سیاه (Nymphéas noirs) نام او را بر سر زبان‌ها انداخت. رمان هواپیمایی بدون آن زن (Un avion sans elle) چند جایزه از جمله جایزهٔ «بهترین رمان مردمی» (Prix du Roman populaire) را در 2012 برایش به ارمغان آورد. این رمان تاکنون به 35 زبان مختلف ترجمه شده است.
در 2013، هشتمین رمان خود را با عنوان دستم را ول نکن (Ne lâche pas ma main) منتشر کرد که بسیار مورد توجه قرار گرفت. دیگر رمان‌های میشل بوسی در سال‌های اخیر عبارتند از: مامان اشتباه می‌کند (Maman a tort)، زمان قاتل است(Le Temps est assassin)، یادت می‌آید آنائیس من (T'en souviens tu mon Anaïs) و قصه‌های بیداری صبح (Les Contes du réveil Matin).

## آثار ترجمه شده به فارسی
- پرواز بدون او (Un avion sans elle)، ترجمه عباس آگاهی، تهران: موسسه فرهنگی - هنری جهان کتاب، ۱۳۹۶. (شابک 978-600-6732-75-6)
- «نیلوفرهای آبی» سیاه(Nymphéas noirs)، ترجمه عباس آگاهی، تهران: موسسه فرهنگی - هنری جهان کتاب، ۱۳۹۸. (شابک 978-600-8967-17-0)